# Park Narodowy Gór Kelimeńskich
Park Narodowy Gór Kelimeńskich (rum. Parcul Național Călimani) – park narodowy znajdujący się w Górach Kelimeńskich, w północnej Rumunii, w granicach okręgów Bistrița-Năsăud, Harghita, Marusza i Suczawa.

## Lokalizacja
Park Narodowy Gór Kelimeńskich znajduje się w północnej Rumunii, w południowo-wschodniej części okręgu Bistrița-Năsăud (gmina Bistrița Bârgăului), północno-zachodniej części okręgu Harghita (gmina Bilbor i miasto Toplița), północno-wschodniej części okręgu Marusza (gminy Lunca Bradului i Răstolița) oraz południowo-zachodniej części okręgu Suczawa (gminy Dorna Candrenilor, Panaci, Poiana Stampei i Șaru Dornei). Siedziba administracji parku narodowego mieści się we wsi Șaru Dornei, a jego powierzchnia wynosi 24 556 ha

## Historia
Propozycję utworzenia na obszarze pasma wulkanicznego Gór Kelimeńskich parku narodowego wysunęło w 1975 roku Centrum Badań Biologicznych (rum. Centrul de Cercetări Biologice) w Klużu-Napoce. Oficjalnie Park Narodowy Gór Kelimeńskich ustanowiony został 6 marca 2000 roku celem ochrony występujących na tym obszarze siedlisk i ekosystemów oraz dla zachowania różnorodności biologicznej. Park prowadzi działalność oświatową, naukowo-badawczą i rekreacyjną z zachowaniem zasad zrównoważonego rozwoju.
Teren parku narodowego wchodzi w skład dwóch obszarów Natura 2000:
- obszaru mającego znaczenie dla Wspólnoty Călimani – Gurghiu (ROSCI0019) o powierzchni 135 257 ha, ustanowionego w 2007 roku[7],
- obszaru specjalnej ochrony ptaków Munții Călimani (ROSPA0133) o powierzchni 29 160,1 ha, ustanowionego w 2011 roku[8].

Od 2007 roku Park Narodowy Gór Kelimeńskich jest również częścią ostoi ptaków IBA Călimani Mountains (RO020) organizacji BirdLife International.

## Charakterystyka

### Siedliska

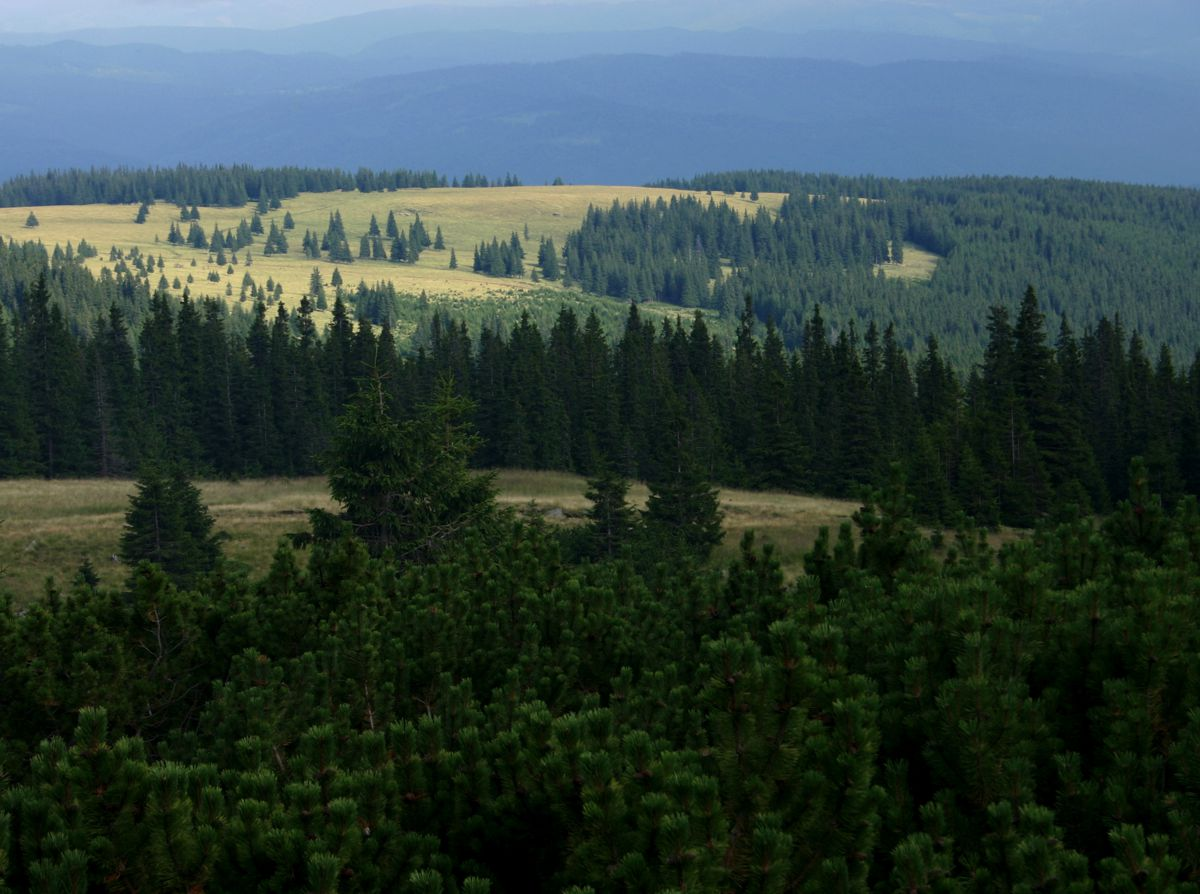
Krajobraz Gór Kelimeńskich wiosną (2012)

Park Narodowy Gór Kelimeńskich porastają głównie naturalne lasy świerkowe z będącą reliktem lodowcowym sosną limbą (Pinus cembra), występującą na terenie Rumunii jedynie w kilku odizolowanych obszarach w Karpatach Wschodnich i Południowych. Ponadto na terenie parku (piętro kosówki) występuje kosodrzewina (Pinus mugo) z jałowcem oraz rzadkim różanecznikiem wschodniokarpackim (Rhododendron kotschyi), a także lasy mieszane świerkowo-bukowe. Wyższe partie gór (piętro halne powyżej 1900 m n.p.m.) porastają łąki alpejskie, które latem wykorzystywane są przez pasterzy do wypasu owiec.
Objętymi ochroną siedliskami wymienionymi w Załączniku I dyrektywy siedliskowej, które znajdują się na obszarze Parku Narodowego Gór Kelimeńskich są: pionierska roślinność na kamieńcach górskich potoków (3220), subarktyczne i subalpejskie zarośla wierzbowe (4080), zarośla kosodrzewiny (4070*), górskie i niżowe murawy bliźniczkowe (6230*), górskie bory świerkowe (9410) i górski bór limbowo-świerkowy (9420).

### Flora
Świat roślin parku narodowego oprócz gatunków tworzących wyżej wymienione siedliska, reprezentują również m.in. urdzik Soldanella major oraz gatunki rzadkie, takie jak widłoząb zielony (Dicranum viride), starodub łąkowy (Angelica palustris), tocja alpejska (Tozzia carpathica), Meesia longiseta, języczka syberyjska (Ligularia sibirica), Hamatocaulis vernicosus i obuwik pospolity (Cypripedium calceolus).

### Fauna
W regionie parku narodowego występują jedne z najważniejszych populacji dużych ssaków drapieżnych w Karpatach – niedźwiedzia brunatnego (Ursus arctos), wilka (Canis lupus) i rysia (Lynx lynx). Łasicowate reprezentuje wydra europejska (Lutra lutra), kuna leśna (Martes martes) oraz borsuk europejski (Meles meles). Występuje tu również żbik (Felis silvestris) oraz dzik euroazjatycki (Sus scrofa), jeleń szlachetny (Cervus elaphus) i sarna (Capreolus capreolus).
Awifaunę reprezentuje m.in. pięć gatunków zagrożonych na poziomie Unii Europejskiej: głuszec (Tetrao urogallus), orzeł przedni (Aquila chrysaetos), włochatka (Aegolius funereus), sóweczka (Glaucidium passerinum), dzięcioł trójpalczasty (Picoides tridactylus). Gatunkami rzadko występującymi w Parku Narodowym Gór Kelimeńskich są myszołów włochaty (Buteo lagopus), grubodziób (Coccothraustes coccothraustes), zniczek (Regulus ignicapilla) i jemiołuszka (Bombycilla garrulus).
Owady reprezentuje m.in. nadobnica alpejska (Rosalia alpina) oraz wietek morsei (Leptidea morsei). Park jest siedliskiem rzadkiego nocka orzęsionego (Myotis emarginatus), w górskich potokach występuje głowacica (Hucho hucho), zaś na polanach – żmija zygzakowata (Vipera berus).